# Hans Kroll

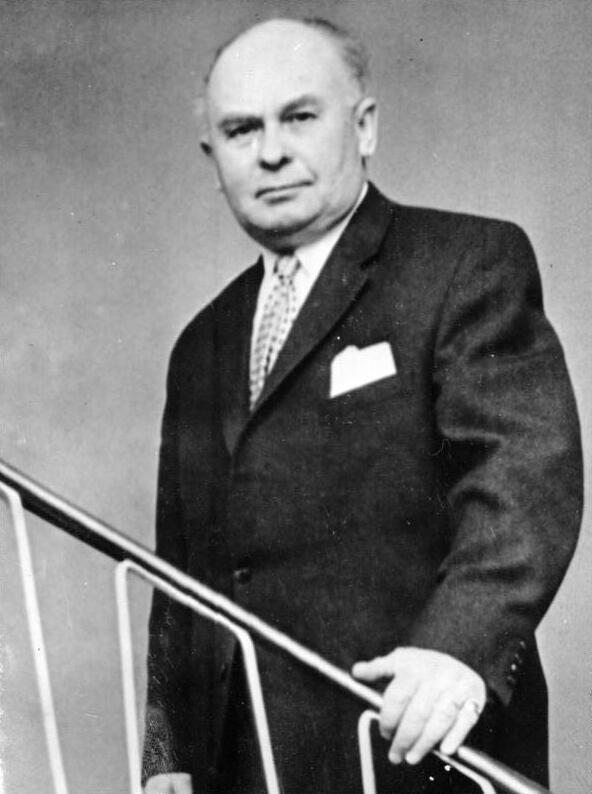
Hans Kroll (1962)

Hans Kroll (* 18. Mai 1898 in Deutsch Piekar (heute: Piekary Śląskie), Oberschlesien; † 8. August 1967 in Starnberg, Bayern) war ein deutscher Diplomat und Botschafter in Belgrad, Tokio und Moskau.

## Leben
Hans Kroll trat nach seinem Studium und seiner Promotion 1920 in den diplomatischen Dienst ein. Er war eingesetzt bei der Gesandtschaft in Lissabon, der Botschaft in Madrid und in den Generalkonsulaten in Odessa, Chicago und San Francisco. Von 1929 bis 1936 arbeitete er im Auswärtigen Amt im Sonderreferat Wirtschaft unter der Leitung von Karl Ritter. 1934/35 reiste er für mehrere Monate mit einer deutschen Wirtschaftsdelegation durch Südamerika. Kroll war von 1936 bis 1943 in der Türkei tätig, zuletzt als Erster Botschaftsrat, ab 1939 unter dem Botschafter Franz von Papen. Während seiner Zugehörigkeit zur deutschen Botschaft in Ankara stellte der 1937 einen Antrag auf Mitgliedschaft in der NSDAP. Dieser wurde jedoch von der Gauleitung der Auslandsorganisation der NSDAP (AO/NSDAP) abgelehnt mit dem Verweis, dass er das Wirken der NS-Partei in seinem damaligen Zuständigkeitsbereich als sehr kritisch und fragwürdig betrachtete. Anschließend leitete er bis zum Kriegsende das Generalkonsulat in Barcelona.
Nach 1945 arbeitete Kroll für den nordrhein-westfälischen Ministerpräsidenten Karl Arnold, für den Außenpolitischen Ausschuss der CDU der Britischen Besatzungszone und für die Presse. 1950 trat er ins Bundesministerium für Wirtschaft ein, wurde erster bundesdeutscher Gesandter bei den COCOM-Ausschüssen in Paris und leitete dann die Gruppe West-Ost.
Von 1953 bis 1955 war Kroll deutscher Botschafter in Belgrad, Jugoslawien, und hatte dort die Gelegenheit, die durch den Tod Stalins verursachten politischen Auswirkungen zu beobachten. Von 1955 bis 1958 war Kroll erster deutscher Botschafter in Tokio, Japan.

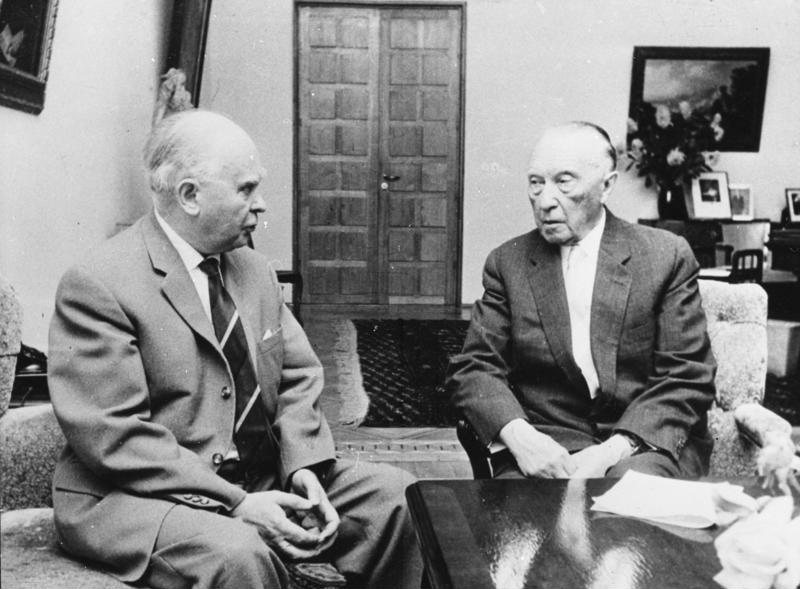
Hans Kroll (links) 1961 im Gespräch mit Bundeskanzler Konrad Adenauer

Von 1958 bis 1962, zur Zeit der sogenannten Zweiten Berlin-Krise und des Mauerbaues der DDR im Jahre 1961 war Kroll Botschafter in Moskau. Dabei war sein Ziel stets die Verbesserung der bilateralen Beziehungen. Zu diesem Zweck lud er sich beispielsweise am 9. November 1961 selbst zu einem Gespräch bei Partei- und Regierungschef Nikita Chruschtschow ein, das in der internationalen Presse starke Aufregung verursachte.
Im Februar 1962 entstand eine Affäre um Hans Kroll, der neue ostpolitische Überlegungen Konrad Adenauers, die auf dem sogenannten Globke-Plan beruhten, gegenüber Pressevertretern ausplauderte. Im September 1962 wurde er von seinem Posten abberufen und arbeitete die wenigen Monate bis zu seiner Pensionierung im Mai 1963 als Berater der Bundesregierung für Ostfragen im Auswärtigen Amt.
Kroll war Mitglied der katholischen Studentenverbindungen KDStV Winfridia (Breslau) Münster (seit 1918) und KDStV Sugambria (Jena) Göttingen im CV
sowie Mitglied der CDU.

## Kroll-Affäre
Hans Kroll war als Botschafter der Bundesrepublik Mittler und geschätzter Vertrauter von Adenauer und Chruschtschow.
Kroll wurde vorgeworfen, in einem Gespräch mit Chruschtschow am 9. November 1961 ohne Auftrag Adenauers eigene Vorstellungen zur Lösung des Deutschland-Problems entwickelt zu haben – Vorstellungen, die der offiziellen Politik der Bundesrepublik zuwiderliefen. Trotzdem schickte ihn der Kanzler, nachdem er ihn umgehend zur Berichterstattung nach Bonn einberufen hatte, zurück nach Moskau. Adenauer wusste es wohl zu schätzen, in der sowjetischen Hauptstadt einen Vertreter zu wissen, der sich eines guten Kontaktes zu Chruschtschow erfreute.
Am 17. Februar 1962 kam ein neuer Paukenschlag: Der Bonner Korrespondent der Welt, Georg Schröder, schrieb in einem Leitartikel: „Die Zahl derer in Bonn ist nicht klein, die wissen, dass es einen vielgenannten Beamten gibt, der den deutschsowjetischen Ausgleich, koste es, was es wolle, propagiert.“ Er konnte sich dabei auf ein Gespräch Krolls mit Journalisten am 13. Februar berufen, in dem der Botschafter neue ostpolitische Überlegungen des Kanzlers und seiner beiden Vertrauten Hans Globke und Heinrich Krone ausgeplaudert hatte.
Zwischen Kanzleramt und Auswärtigem Amt kam es in den folgenden Tagen zu intensiven Diskussionen, in denen man sich schließlich darauf einigte, Kroll nach einigen Monaten – schließlich dann im September 1962 – aus Moskau abzuberufen. Auf diese Entscheidung hatte, trotz gegenteiliger Gerüchte, die amerikanische Regierung keinen Einfluss. Forciert wurde die Affäre jedoch durch die Springer-Zeitungen Welt und Bild. Letztere titelte am 1. März 1962: „Schickt Kroll sofort in die Wüste!“

## Schriften
- Hans Kroll. Lebenserinnerungen eines Botschafters Kiepenheuer & Witsch; Köln, Berlin, 1967.
- Mémoires d’un ambassadeur. Fayard, Paris 1968
- Botschafter in Belgrad, Tokio und Moskau: 1953–1962 Deutscher Taschenbuch-Verlag, München 1969.